# Словарь Вардановой книги
Словарь Вардановой книги (арм. Բառք Վարդան գրոց) — небольшой средневековый персидско-армянский словарь, созданный с целью понимания иранских слов в книге «О Вардане и войне армянской» армянского историка Егише.
Целью авторов было не создание толкового словаря всех непонятных слов из книги «О Вардане», но только тех иранских терминов, которые вышли из употребления в Армении. Иногда словарь также называется «Перевод персидских слов из Вардановой книги» (арм. Թարգմանությիւնք պարսից բառից ի Վարդան գրոց). Для этого, как сообщают авторы, «был найден некий образованный парфянин». При этом не все иранские слова были переведены: многие из них были незнакомы даже персидскому переводчику. В целом словарь содержит около 40 переводов и истолкований.
Датируется XI—XII веками и является первой известной попыткой создания персидско-армянского словаря. Практически сразу получил широкую распространённость в армянских книжних центрах. Древнейшие копии книги «О Вардане» 1174 и 1207 годов уже содержат следы редактирования с использованием этого словаря. В Матенадаране хранятся в целом около 50-и копий XIV—XVIII веков, древнейшие из которых датируются 1304 (рукопись № 4149) и 1357 (рукопись № 2371) годами. Наиболее ранняя сохранившаяся копия хранится в Парижской национальной библиотеке (рукопись № 302, списан в Татевском монастыре, 1282 год).